# Thamnotettix hopponis
Thamnotettix hopponis är en insektsart som beskrevs av Matsumura 1914. Thamnotettix hopponis ingår i släktet Thamnotettix och familjen dvärgstritar. Inga underarter finns listade i Catalogue of Life.